# Cryptocorynetes longulus
Espèce
Cryptocorynetes longulus est une espèce de rémipèdes de la famille des Cryptocorynetidae.

## Distribution
Cette espèce est endémique des Bahamas. Elle se rencontre dans la grotte anchialine Big Fountain de l'île Cat.

## Description
L'holotype mesure 31,1 mm.

## Publication originale
- Wollermann, Koenemann & Iliffe, 2007 : A new remipede, Cryptocorynetes longulus, n. sp., from Cat Island, Bahamas. Journal of Crustacean Biology, vol. 27, no 1, p. 10-17 (texte intégral).